# سباستین کراوپ
سباستین کراوپ (انگلیسی: Sebastian Kraupp؛ زادهٔ ۲۰ مهٔ ۱۹۸۵) ورزشکار کرلینگ اهل سوئد است.